# Aerodramus ceramensis
Aerodramus ceramensis és una espècie d'ocell de la família dels apòdids (Apodidae) endèmic de l'arxipèlag d'Indonèsia. Petita falcia que fa uns 10 cm de llarg. De color bru molt fosc per sobre, amb una banda blanca al carpó. Marró molt clar per sota. Cua una mica bifurcada. Vola sobre zones boscoses de Seram, Buru i altres illes més petites de les Moluques. Cria en coves.Ha estat classificat al gènere Collocalia, com una subespècie de Collocalia infuscata (que inclouria també sororum). L'IOC (versió 4.1, 2014), arran els treballs de Rheindt et Hutchinson (2007) els considera tres espècies diferents, assignant-li a Aerodramus ceramensis el nom de "salangana de Seram" (Seram Swiftlet).